# Калетал
Калетал (њем. Kalletal) општина је у њемачкој савезној држави Северна Рајна-Вестфалија. Једно је од 16 општинских средишта округа Липе. Према процјени из 2010. у општини је живјело 14.793 становника. Посједује регионалну шифру (AGS) 5766036, NUTS (DEA45) и LOCODE (DE KTL) код.

## Географски и демографски подаци
Калетал се налази у савезној држави Северна Рајна-Вестфалија у округу Липе. Општина се налази на надморској висини од 214 метара. Површина општине износи 112,4 km². У самом мјесту је, према процјени из 2010. године, живјело 14.793 становника. Просјечна густина становништва износи 132 становника/km².